# دانی کوکسی
دانی کوکسی (انگلیسی: Danny Cooksey؛ زادهٔ ۲ نوامبر ۱۹۷۵) یک هنرپیشه، و خواننده اهل ایالات متحده آمریکا است. وی از سال ۱۹۸۳ میلادی تاکنون مشغول فعالیت بوده‌است.